# Dominik Máthé
Dominik Máthé (1. travnja 1999.), mađarski rukometaš koji igra za Elverum Håndball i mađarsku reprezentaciju.
Sudjelovao na svjetskim prvenstvima u Danskoj 2019. i u Egiptu 2021.

## Nagrade
- Mađarski juniorski rukometaš godine: 2018.[5]